# Club Bermeo
Club Bermeo – hiszpański klub piłkarski, mający siedzibę w mieście Bermeo w Kraju Basków.
Obecnie występuje w lidze regionalnej prowincji Bizkaia. Został założony w 1950 roku. Swoje mecze rozgrywa na stadionie Itxas Gane, który może pomieścić 3.000 widzów.
- Najlepsze miejsce w lidze: 2 w Segunda División B w sezonie 1998/99.
- 7 sezonów w Segunda División B.
- 9 sezonów w Tercera División.
- 42 sezony w lidze regionalnej.